# Naoko Kawakami
Pour les articles homonymes, voir Kawakami.
Naoko Kawakami (川上 直子, Kawakami Naoko), née le 16 novembre 1977, est une joueuse internationale de football japonaise.

## Biographie
Le 16 mars 2001, elle fait ses débuts dans l'équipe nationale japonaise contre la Taipei chinois. Elle participe à la Coupe du monde 2003 et Jeux olympiques d'été 2004. Elle compte 48 sélections en équipe nationale du Japon de 2001 à 2005.

## Statistiques
Le tableau ci-dessous présente les statistiques de Naoko Kawakami en équipe nationale
| Équipe du Japon | Équipe du Japon | Équipe du Japon |
| Année           | Matchs          | Buts            |
| --------------- | --------------- | --------------- |
| 2001            | 10              | 0               |
| 2002            | 10              | 0               |
| 2003            | 14              | 0               |
| 2004            | 10              | 0               |
| 2005            | 4               | 0               |
| Total           | 48              | 0               |

## Palmarès
- Finaliste de la Coupe d'Asie 2001